# Oper am Gänsemarkt
De Oper am Gänsemarkt (ook bekend onder de namen Hamburger Theatro en Hamburgischer Schau-Platz) was een in 1678 geopend operagebouw in de Duitse stad Hamburg. Het was het eerste openbare, commerciële operagebouw buiten Italië. De laatste eigen operaproductie vond plaats in 1738 en uiteindelijk is het gebouw in 1763 afgebroken. Er zijn in de periode 1678-1738 rond de 250 verschillende muziekwerken in de Oper am Gänsemarkt uitgevoerd.

## Oprichting van een operahuis
Hamburg was de Dertigjarige Oorlog (1618-1648) zonder verwoestingen doorgekomen. De stad had geprofiteerd van de handel en was een belangrijk toevluchtsoord geworden voor mensen die aan de diverse oorlogen en religieuze vervolgingen ontsnapten. Er was tevens een rijk muziekleven ontstaan met componisten als Johann Adam Reincken en Johann Theile.

### Plan
In de Italiaanse stad Venetië was al enige tijd sprake van commerciële operahuizen waar publiek tegen betaling naar opera-uitvoeringen kon kijken. In Duitsland werden ook wel opera's opgevoerd, maar dat beperkte zich tot besloten uitvoeringen aan adellijke hoven. Het initiatief voor een commercieel operagebouw in Hamburg kwam van de patriciër Gerhard Schott, stedelijks raadsman Peter Lütjen en componist Johann Adam Reincken. Zij werden hierin financieel gesteund door hertog Christiaan Albrecht van Sleeswijk-Holstein-Gottorp, een operaliefhebber die in 1675 zijn hof te Gottorf was ontvlucht wegens een inval door de Deense koning. De hertog verbleef sindsdien in Hamburg, samen met zijn kapelmeester Johann Theile.

### Bouw en opening
Aan de Gänsemarkt werd een stuk grond gehuurd en men wilde al begin 1677 met de bouw van start gaan. Er waren echter nog problemen met het stadsbestuur, waardoor pas in de zomer daadwerkelijk kon worden begonnen met de bouwwerkzaamheden. Het ontwerp van het operagebouw was van de hand van de Italiaanse architect Girolamo Sartorio, die op dat moment werkzaam was aan het hof te Hannover. Rond de kerstdagen was het gebouw zo goed als gereed. Op 2 januari 1678 volgde de officiële opening van het 'Hamburger Theatro', met de opera Adam und Eva van Johann Theile als openingsstuk. Het nieuwe, openbare operahuis was het eerste in zijn soort in Duitsland en tevens het eerste dat buiten Venetië was gebouwd.
Als enige openbare theater in Noord-Europa werd de Oper am Gänsemarkt een belangrijk centrum waar men de laatste ontwikkelingen in de muziek zelf kon ervaren. De stad trok dan ook vele vorsten, kooplieden, edellieden en musici aan. Ook toen er operatheaters volgden in andere Duitse steden - zoals Hannover in 1689 en Leipzig in 1693 - bleef Hamburg toonaangevend.

### Uitvoeringen
Het gehele jaar door waren er uitvoeringen, behalve tijdens kerkelijke feestdagen en in de zomer. Twee of drie keer per week stond er een voorstelling ingepland, op een maandag-, woensdag- of donderdagmiddag, en elke voorstelling kon vier tot zes uur duren. In totaal bood het operahuis 65 tot 100 uitvoeringen per jaar, met acht tot tien verschillende opera's.

## Periode 1678-1693
Bij het schrijven van de opera's gold er in het eerste decennium nog een beperking qua thematiek. De componisten kozen doorgaans voor Bijbelse onderwerpen, als tegemoetkoming aan de kerkelijke autoriteiten die weinig ophadden met het volgens hen duivelse, katholieke theater. Vanuit religieuze hoek verschenen zelfs pamfletten en geschriften om de musici, componisten en andere medewerkers zwart te maken. Na verloop van tijd nam de controverse af en kozen componisten ook voor mythes en historische onderwerpen als onderwerp van hun opera's. 
De libretto's waren dikwijls afkomstig van Franse en Italiaanse auteurs en werden in het Duits vertaald. Maar ook werd steeds vaker het werk van Duitse dichters als Christian Postel, Friedrich Christian Bressand en Lucas von Bostel als uitgangspunt genomen. 

### Componisten
Een van de belangrijke leveranciers van nieuwe opera's in de beginjaren was de componist Johann Philipp Förtsch, die tussen 1684 en 1690 maar liefst twaalf opera's schreef voor de Oper am Gänsemarkt. Daarnaast werden de werken gespeeld van onder andere Johann Theile, Nicolaus Adam Strungk en Johann Wolfgang Franck. Van hun operawerk is vrijwel niets bewaard gebleven, afgezien van de libretto's. Wel is een verzameling aria's van Franck behouden. Uit deze aria's blijkt dat de componisten zich in hun werk sterk lieten inspireren door de Venetiaanse opera, maar tegelijk ook een duidelijk Duits stempel op de muziek drukten. 
De eerste opera die wel in zijn geheel bewaard is gebleven, is Die schöne und getreue Ariadne (1691) van Johann Georg Conradi. Deze opera vertoont invloed van de Franse stijl en dan vooral van de Franse componist Jean-Baptiste Lully. Hetzelfde geldt voor de operawerken van Johann Sigismund Kusser. 
Ook buitenlandse producties kwamen in het eerste decennium veel aan bod. Zo werd in 1689 de opera Acis et Galatée van de Fransman Lully in Hamburg opgevoerd. Verder verschenen er uitvoeringen van Italiaanse componisten als Francesco Gasparini, Carlo Pallavicini en Antonio Gianettini.   

Titelpagina van het libretto van de opera Judith (1732) van Telemann, opgevoerd in Hamburg

## Periode 1693-1717
Vanaf 1693 werd meer gewerkt met eigen producties, waardoor het operahuis een eigen karakter kreeg. Een van de belangrijkste componisten in deze periode was Reinhard Keiser, die sinds 1695 in Hamburg werkte en tot de jaren 30 van de 18e eeuw minstens 60 opera's afleverde, waarvan er 17 behouden zijn gebleven. Van 1703 tot 1706 was hij tevens directeur van het operahuis. Hij zou een grote invloed uitoefenen op de nog jonge Georg Friedrich Händel, die in 1703 als musicus werkte in het opera-orkest en uiteindelijk ook vier opera's voor de Oper am Gänsemarkt schreef, waaronder Almira.   
Andere componisten die in deze periode een grote bijdrage leverden, waren Christoph Graupner, Johann Mattheson en Georg Bronner.   
In 1716 bezocht de Russische tsaar tot twee maal toe een uitvoering in het operahuis.   

## Periode 1717-1763
Rond 1717 was de Oper am Gänsemarkt inhoudelijk gezien afhankelijker geworden van andere operahuizen in Duitsland. Met de komst van Georg Philipp Telemann in 1722 kwam er echter weer ruimte voor eigen producties. Zelf schreef hij twintig opera's voor het Hamburger theater, waarvan Der geduldige Socrates, uitgevoerd in 1721, de eerste was. Ook werken van Händel stonden op het programma. 

### Neergang
De Duitstalige opera's werden vanaf 1730 echter steeds minder populair. Er was sowieso een afnemende belangstelling voor opera vanuit de stedelijke klasse van rijke kooplieden, terwijl het reguliere theater bij hen juist steeds meer aan populariteit won. Een poging om het publiek terug te winnen door Italiaanse opera's te programmeren, liep op niets uit. 

### Sluiting en afbraak
In maart 1738 voerde het operahuis zijn laatste eigen productie op. Hierna werd het gebouw tot 1749 aan verschillende theatergezelschappen verhuurd. 
In de jaren 1749-1750 werd het gebouw geveild en verkocht. Hierna stond het nog jaren leeg. In 1657 werd het operahuis beschouwd als zijnde afgebroken. Uiteindelijk volgde in 1763 de definitieve sloop van de Oper am Gänsemarkt. 

## Opera in Hamburg na 1738

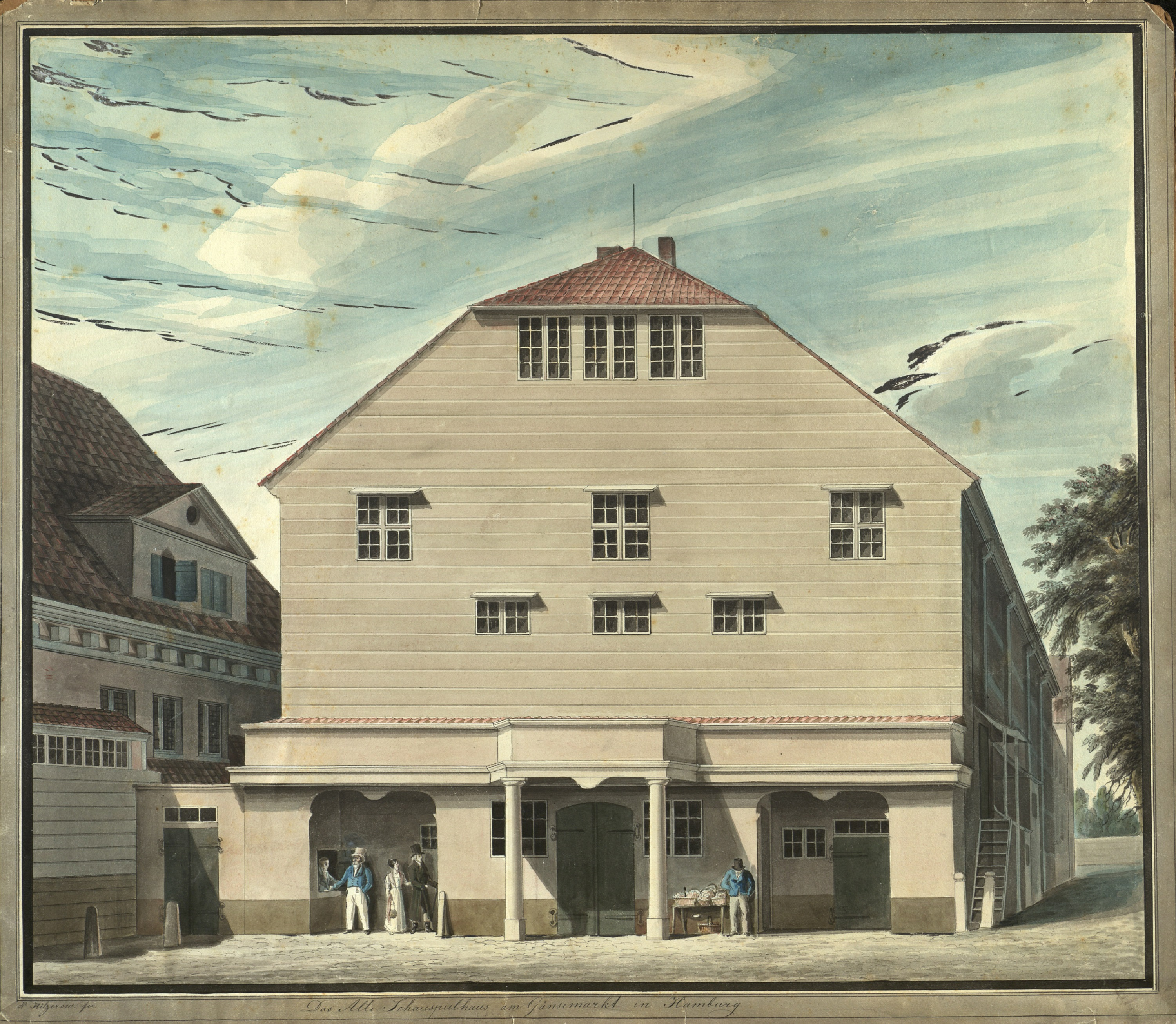
Het in 1765 gebouwde theater aan de Gänsemarkt (afbeelding uit 1827).

Nadat de Oper am Gänsemarkt in 1738 was gestopt als regulier operahuis, traden er in Hamburg alleen nog rondreizende Italiaanse operagezelschappen op. 
In 1765 bouwde Konrad Ernst Ackermann aan de Gänsemarkt een nieuw theater voor 1600 bezoekers. Hier werden onder andere werken van Mozart en Salieri opgevoerd. In 1825-1827 werd dit theater vervangen door nieuwbouw aan de nabijgelegen Dammtorstraße. In dit zogenaamde 'Neues Stadt-Theater' vonden vele opera-uitvoeringen plaats, onder andere van Gioachino Rossini, Gaetano Donizetti, Giuseppe Verdi en Richard Wagner. In 1934 werd het theater hernoemd tot Hamburgische Staatsoper. Tijdens de Tweede Wereldoorlog werd dit gebouw grotendeels verwoest. Na de oorlog volgde de herbouw en in 1955 vond de heropening plaats. 

## Beschrijving
Het in 1677 gebouwde operatheater was een ontwerp van de Italiaanse architect Girolamo Sartorio. Hij zou zijn geïnspireerd door de theaters in Venetië en specifiek door het ontwerp van het gelijktijdig in aanbouw zijnde theater S. Giovanni Grisostomo. Sartorio was van Venetiaanse komaf, dus het zal voor hem relatief eenvoudig zijn geweest om via zijn broer Antonio - destijds als operacomponist werkzaam in Venetië - aan ontwerpinformatie te komen. Maar ook Sartorio's werkgever in Hannover, hertog Johan Frederik van Brunswijk-Lüneburg, had genoeg contacten in Venetië om dergelijke informatie te kunnen achterhalen.
De Oper am Gansemärkt was opgetrokken in vakwerk. Voor die tijd was het theater opmerkelijk groot, met een afmeting van 49 bij 21 meter. Het driedelige podium was 24 bij 12 meter groot en beschikte over vijftien coulissen aan beide zijden. De zaal had een begane grond en twee boven elkaar liggende rijen met loges; tevens was er nog een galerij. In elke loge pasten negen tot twaalf toehoorders. In totaal was er een capaciteit van 2000 bezoekers.
Dankzij speciale apparatuur konden decors en speciale effecten worden getoond, zoals neerdalende goden en bewegende wolken en golven.